# 상하이 지하철 2호선
상하이 지하철 2호선(上海轨道交通2号线)은 상하이시 제2조 지하철 노선으로 2000년 6월 11일 개통하여 운행을 개시하였다. 정식명칭은 상하이 궤도교통 2호선이며, 중국어에서는 상하이 지하철 2호선(東西線)이라고 표기한다. 장닝 구 송홍루 역을 시작으로 중국 최고의 거리 중의 하나라고 칭하는 난징루를 지나 황푸강을 넘어 푸둥 신구의 푸동국제공항 역에 도달한다.
전체 길이는 60 km, 29개의 역으로 구성되어 있으며, 3.2분 간격으로 운행을 한다. 하루 평균 70만명의 승객을 운송한다.

## 철로개요
- 길이: 60.56km
- 역수: 30
- 전원:1500V
- 복철구간: 전철
- 전기화구간: 전철
- 지하구간: 쉬징둥 - 롱양루동, 장장가오커서 - 위안둥다다오서
- 고가구간: 롱양루동 - 장장가오커서, 위안둥다다오서 - 푸둥국제공항북
- 지상구간: 푸둥국제공항북 - 푸둥국제공항

## 환승역
- 국립 전시 컨벤션 센터 - 17호선 역밖 환승
- 훙차오 철도역 - 10호선, 17호선 환승
- 훙차오 공항 2터미널 - 10호선 환승
- 루샨관루 - 15호선 역밖 환승
- 중산꽁위엔 - 3호선, 4호선 환승
- 장쑤루 - 11호선 환승
- 징안사 - 7호선, 14호선 환승
- 난징시루 - 12호선, 13호선 역밖 환승
- 런민광창 - 1호선, 8호선 환승
- 난징둥루 - 10호선 환승
- 루자쭈이 - 14호선 환승
- 푸동남로 - 14호선 역밖 환승
- 스지따다오 - 4호선, 6호선, 9호선 환승
- 롱양루 - 7호선, 16호선, 18호선, (자기부상 역밖) 환승
- 푸둥 국제공항 1,2터미널 - 자기부상 역밖 환승

## 연혁
- 1995년 12월 2호선 중산꽁위엔 역에서 롱양루 역 구간 공사 시작
- 1999년 9월 20일 중산꽁위엔 역에서 롱양루 역까지 시범운행
- 2000년 6월 11일 중산꽁위엔 역에서 롱양루 역까지 정식운행 총 16.3km
- 2000년 12월 27일 롱양루 역에서 장장가오커 역까지 정식운행
- 2006년 12월 30일 송홍루 역에서 중산공원역 역까지 연장선 완공
- 2010년 2월 24일 장장가오커 역에서 광난루 역까지 정식운행 (이전 장장가오커 역 버려졌다.)
- 2010년 3월 16일 송홍루 역에서 쉬징둥 역까지 정식운행 (홍차오 역 폐쇄)
- 2010년 4월 8일 광난루 역에서 푸둥국제공항 역까지 정식운행
- 2024년 9월 28일 쉬징동 역은 국립 전시 컨벤션 센터 이름을, 변경하고 17호선 주광루 역과 병합 스테이션. 동창로역 명칭 변경 및 14호선 남푸동로역과 통합. 푸동 국제공항 역은 푸동공항 1,2터미널 역으로 명칭이 변경되었습니다.

## 역 목록

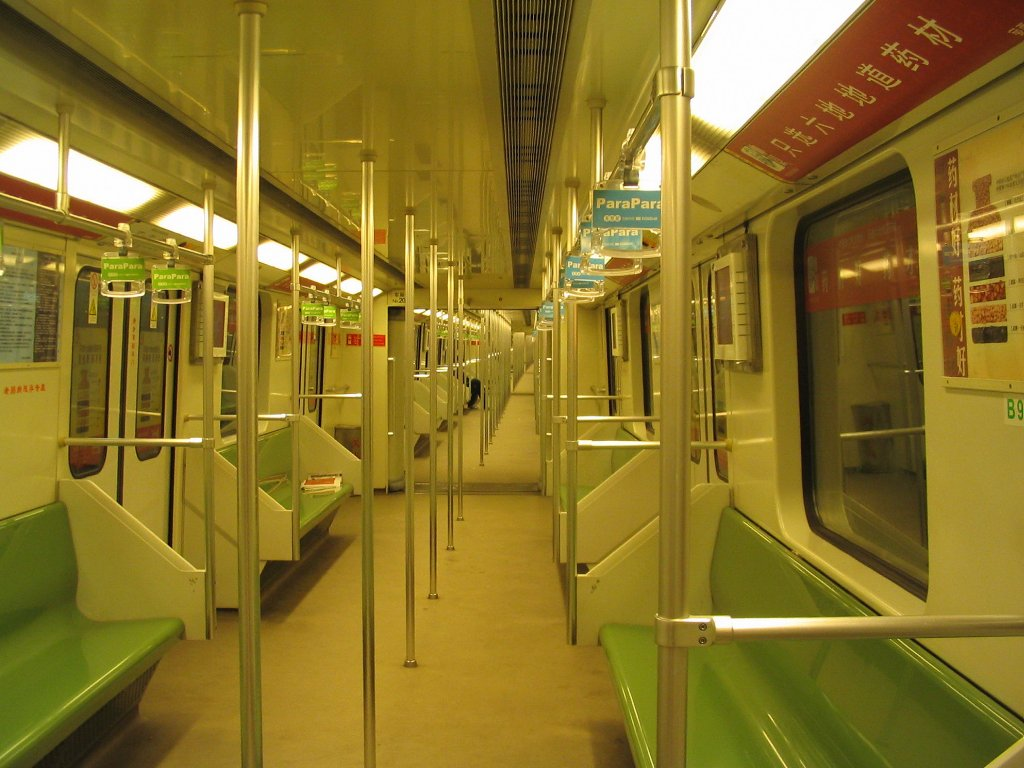
차량 내부

| 역명                  | 역명             | 역명                                      | 환승                                                                  | 거리 (km) | 거리 (km) | 소재지   |
| 한국어                | 중국어           | 영어                                      | 환승                                                                  | 거리 (km) | 거리 (km) | 소재지   |
| --------------------- | ---------------- | ----------------------------------------- | --------------------------------------------------------------------- | --------- | --------- | -------- |
|                       |                  |                                           |                                                                       |           |           |          |
| 국립 전시 컨벤션 센터 | 国家会展中心     | National Exhibition and Convention Center | ■ 13호선 (공사중) ■ 17호선                                            |           |           | 칭푸구   |
| 훙차오 철도역         | 虹桥火车站       | Hongqiao Railway Station                  | ■ 10호선 ■ 17호선 상하이 훙차오 역                                    |           |           | 민항구   |
| 훙차오 공항 2터미널   | 虹桥2号航站楼    | Hongqiao Airport Terminal 2               | ■ 10호선 ■ 공항 링크선 ■ 자민선 (공사중) ■ 시범지역선 (공사중) SHA T2 |           |           | 민항구   |
| 쑹훙루                | 淞虹路           | Songhong Road                             |                                                                       |           |           | 장닝구   |
| 베이신징              | 北新泾           | Beixinjing                                |                                                                       |           |           | 장닝구   |
| 웨이닝루              | 威宁路           | Weining Road                              |                                                                       |           |           | 장닝구   |
| 루샨관루              | 娄山关路         | Loushanguan Road                          | ■ 15호선                                                              |           |           | 장닝구   |
| 중산 공원             | 中山公园         | Zhongshan Park                            | ■ 3호선 ■ 4호선                                                       |           |           | 장닝구   |
| 장쑤루                | 江苏路           | Jiangsu Road                              | ■ 11호선                                                              |           |           | 장닝구   |
| 징안사                | 静安寺           | Jing'an Temple                            | ■ 7호선 ■ 14호선                                                      |           |           | 징안구   |
| 난징 시루             | 南京西路         | West Nanjing Road                         | ■ 12호선 ■ 13호선                                                     |           |           | 징안구   |
| 런민 광창             | 人民广场         | People's Square                           | ■ 1호선 ■ 8호선                                                       |           |           | 황푸구   |
| 난징 둥루             | 南京东路         | East Nanjing Road                         | ■ 10호선                                                              |           |           | 황푸구   |
| 루자쭈이              | 陆家嘴           | Lujiazui                                  | ■ 14호선                                                              |           |           | 푸둥신구 |
| 푸둥난루              | 浦东南路         | South Pudong Road                         | ■ 14호선 ■ 19호선 (공사중)                                            |           |           | 푸둥신구 |
| 스지 다다오           | 世纪大道         | Century Avenue                            | ■ 4호선 ■ 6호선 ■ 9호선                                               |           |           | 푸둥신구 |
| 상하이 과학기술관     | 上海科技馆       | Shanghai Science and Technology Museum    |                                                                       |           |           | 푸둥신구 |
| 스지 공원             | 世纪公园         | Century Park                              |                                                                       |           |           | 푸둥신구 |
| 룽양루                | 龙阳路           | Longyang Road                             | ■ 7호선 ■ 16호선 ■ 18호선 ■ 자기부상                                  |           |           | 푸둥신구 |
| 장장 가오커           | 张江高科         | Zhangjiang High Technology Park           |                                                                       |           |           | 푸둥신구 |
| 진커루                | 金科路           | Jinke Road                                |                                                                       |           |           | 푸둥신구 |
| 광란루                | 广兰路           | Guanglan Road                             | ■ 21호선 (공사중)                                                     |           |           | 푸둥신구 |
| 탕젠                  | 唐镇             | Tangzhen                                  |                                                                       |           |           | 푸둥신구 |
| 창신 중루             | 创新中路         | Middle Chuangxin Road                     |                                                                       |           |           | 푸둥신구 |
| 화샤 둥루             | 华夏东路         | East Huaxia Road                          |                                                                       |           |           | 푸둥신구 |
| 촨사                  | 川沙             | Chuansha                                  |                                                                       |           |           | 푸둥신구 |
| 링콩루                | 凌空路           | Lingkong Road                             |                                                                       |           |           | 푸둥신구 |
| 위안둥 다다오         | 远东大道         | Yuandong Avenue                           |                                                                       |           |           | 푸둥신구 |
| 하이톈싼루            | 海天三路         | Haitiansan Road                           |                                                                       |           |           | 푸둥신구 |
| 푸둥 공항 1,2터미널   | 浦东1号2号航站楼 | Pudong Airport Terminal 1&2               | ■ 자기부상 ■ 공항 링크선 PVG T1, T2                                   |           |           | 푸둥신구 |
|                       |                  |                                           |                                                                       |           |           |          |

## 같이 보기
- 상하이 지하철